# Mayday Classic
La Mayday Classic es una carrera ciclista profesional como clásica de un día en Sudáfrica, la prueba se creó en el 2015 y recibió la categoría 1.2 dentro de los Circuitos Continentales UCI formando parte del UCI Africa Tour. 

## Palmarés
| Año  | Ganador        | Segundo          | Tercero     |
| ---- | -------------- | ---------------- | ----------- |
| 2015 | Hendrik Kruger | Nickolas Dlamini | Metkel Eyob |

## Palmarés por países
| País      | Victorias |
| --------- | --------- |
| Sudáfrica | 1         |